# Successione completa
In matematica una successione di numeri naturali {\displaystyle S=\left\{s_{n}\right\}_{n\in \mathbb {N} }} è detta successione completa se ogni intero positivo {\displaystyle x} può essere espresso come somma di valori nella successione, utilizzando ciascun valore al più una volta, ovvero se esistono coefficienti booleani {\displaystyle a_{i}\in \left\{0,1\right\}} tali che {\displaystyle x=\sum _{i}a_{i}s_{i}}. Qualsiasi successione completa può essere utilizzata per codificare numeri interi come stringhe di bit. In generale, queste rappresentazioni potrebbero non essere uniche.

## Esempi
Non tutte le successioni sono complete. Ad esempio, la successione dei numeri pari non è completa perché è impossibile rappresentare un numero dispari come somma di numeri pari.

### Le potenze di 2
La successione delle potenze di due  (1, 2, 4, 8, ...) è una sequenza completa. Il sistema numerico binario offre un modo diretto per esprimere un numero naturale come somma delle potenze di 2 (ad esempio 37 = 1001012  = 1 + 4 + 32).  Questa successione è minima, poiché nessun valore può essere rimosso da essa senza rendere impossibile la rappresentazione di alcuni numeri naturali.

### La successione di Fibonacci
I numeri di Fibonacci costituiscono un altro esempio di successione completa. Togliere un qualsiasi numero dalla successione di Fibonacci non altera la sua completezza: questa proprietà deriva dal fatto che la somma dei primi k numeri di Fibonacci è uguale al (k+2)-esimo numero di Fibonacci meno 1.  La codifica di Fibonacci è una codificazione entropica per la rappresentazione dei numeri interi basata sulla completezza della successione di Fibonacci.